# Klassieke culturele vorming
Het Nederlandse klassieke culturele vorming, afgekort kcv, was in het middelbaar onderwijs een vak in de bovenbouw dat met de invoering van de tweede fase de tegenhanger was van culturele en kunstzinnige vorming (ckv), met name voor leerlingen van het gymnasium, maar ook voor leerlingen van het atheneum en de havo. Leerlingen volgden dit vak dan in plaats van ckv. Op sommige scholen werden beide vakken gevolgd als de leerling Latijn en/of Grieks had.
Net als het vak ckv bestudeerde het vak kcv allerlei uitingen van kunst en cultuur. Waar ckv zich echter bezighoudt met cultuur in het algemeen, richtte kcv op de cultuur van de klassieke oudheid en de doorwerking daarvan in de westerse cultuur (ook wel receptie genaamd). Voorbeelden van lesstof zijn het bestuderen van de antieke filosofie, het bezoeken van de opvoering van een klassieke tragedie, het lezen van klassieke literaire werken in vertaling en het omzetten van een klassiek werk in de stijl van de leerling.
Vanaf het schooljaar 2014-2015 werd kcv uitgefaseerd en met het examencohort 2017 (dat is het schooljaar 2016-2017) afgeschaft. De stof werd ondergebracht bij de nieuwe examenvakken Latijnse Taal en Cultuur (LTC) en Griekse Taal en Cultuur (GTC).